# Julien Bonnet
Julien Bonnet (Losanna, 14 gennaio 1985) è un ex hockeista su ghiaccio svizzero, giocava nella Lega Nazionale A.

## Carriera
Julien Bonnet iniziò a giocare ad hockey nel settore giovanile dell'Lausanne HC. Ha giocato lì fino al 2001. È trasferito a Hockey Club Davos nella stagione 2001-2002, totalizzando 35 presente. L'anno successivo debuttò in Lega Nazionale B con la prima squadra dell'HC Sierre. Dal 2003 al 2005 fece parte invece della rosa del Genève-Servette, alternando presenze in Lega Nazionale A con quelle nelle giovanili Elite A.
Nel 2005 ritornò in LNB con l'HC Martigny, raccogliendo 8 punti in 29 partite, mentre l'anno successivo con l'HC Ajoie raggiunse il massimo in carriera per numero di reti e di assist in stagione regolare, con 6 marcature e 16 assist in 44 apparizioni. I suoi risultati lo riportanono in LNA ancora con il Servette, oltre ad un breve periodo trascorso in LNB con il Lausanne HC. Dal 2008 al 2010 militò per i Kloten Flyers, squadra con cui raggiunse la finale nella stagione 2008-2009.
Nel 2010 ritornò ancora in LNB presso l'EHC Visp, tuttavia a causa di un grave infortunio fu costretto a saltare l'intera stagione. Ristabilitosi passò nella stagione successiva all'EHC Basel, squadra con cui ritrovò i risultati ottenuti con l'Ajoie: in 45 incontri di regular season mise a segno 5 reti e fu autore di 13 assist.
Verso la fine della stagione 2011-2012 fu ceduto in prestito all'HC Ambrì-Piotta, militando come difensore titolare nel corso delle serie di playout. Al termine della stagione ricevette un rinnovo del contratto con la formazione ticinese fino al termine della stagione 2014-2015.

## Palmarès

### Club
- Lega Nazionale B: 3

SCL Tigers: 2014-2015